# Haemohormidium beckeri
Haemohormidium beckeri is een soort in de taxonomische indeling van de Myzozoa, een stam van microscopische parasitaire dieren. Het organisme komt uit het geslacht Haemohormidium en behoort tot de familie Haemohormidiidae. Haemohormidium beckeri werd in 1972 ontdekt door So.